# Mănăstirea Corlățeni
Schitul Corlățeni este un schit ortodox din România situat în comuna Pojorâta, județul Suceava.
Mănăstirea Corlățeni de la Pojorâta a fost ridicată în anul 1927 de un localnic.
Comuniștii au desființat lăcașul de cult, schitul din Pojorâta fiind reînființat în 1990 în vârful munților.
Cele două pisanii din biserica veche au următorul text:
„Corlățeanu Constantin ridică o cruce de fier cu postament de ciment spre lauda lui D-zeu, mărturie stă inscripția de pe tabelele de aramă din postamentul crucii, către anul 1927 a fost sfințită de către preoții din împrejurimi. După 3 ani bătrânul Corlățeanu are o vedenie în care însuși Maica Domnului i se arată și îi dăruiește ca în acest loc să facă un altar de rugăciune, care după un timp scurt, ajutat de fiul său Ștefan și o parte de credincioși ridică un schit care a fost sfințit de Mitropolitul Nectarie în anul 1934, aici au slujit călugări pînă în anul 1962 cînd au fost dimulat și trasportat în com. Voroneț unde a fost ridicată o biserică pentru această parohie, iar o parte din obiectele de cult au fost luate de către m-rea Putna. Înainte de dimularea schitului în anul 1957 bătrînul ctitor în vîrstă de 96 de ani pleacă în locul de veci mulțumit în suflet de faptele făcute în slujba lui D-zeu. Amin.”
„După dimularea schitului, populația de pe aceste meleaguri, simțind lipsa schitului au ridicat în anul 1966 o capelă împrejmuind crucea care mai rămăsese, cu speranța că se va putea face cîte o slujbă de preotul parohiei dar fiindcă nu se poate fără a fi un altar sfințit de a se slujii, ne-am hotărît de a mării încăperea făcînd și sf. altar așa după cum se vede actualul schit și care s-a înzestrat de către credincioșii care î-l vizitează și rămîne ca cît timp va dăinui acest schit să rămînă deschis pentru toate cultele bisericești în spre folosul și lauda lui Dumnezeu în veci Amin. Vă muțumim și D-zeu să vă răsplătească tuturor acelora care a-ți contribuit cu orice fel de ajutoare în spre lauda lui D-zeu. Credința te va mîntui. Noiembrie 1969. Ilie Țîmpău.”

## Fotogalerie

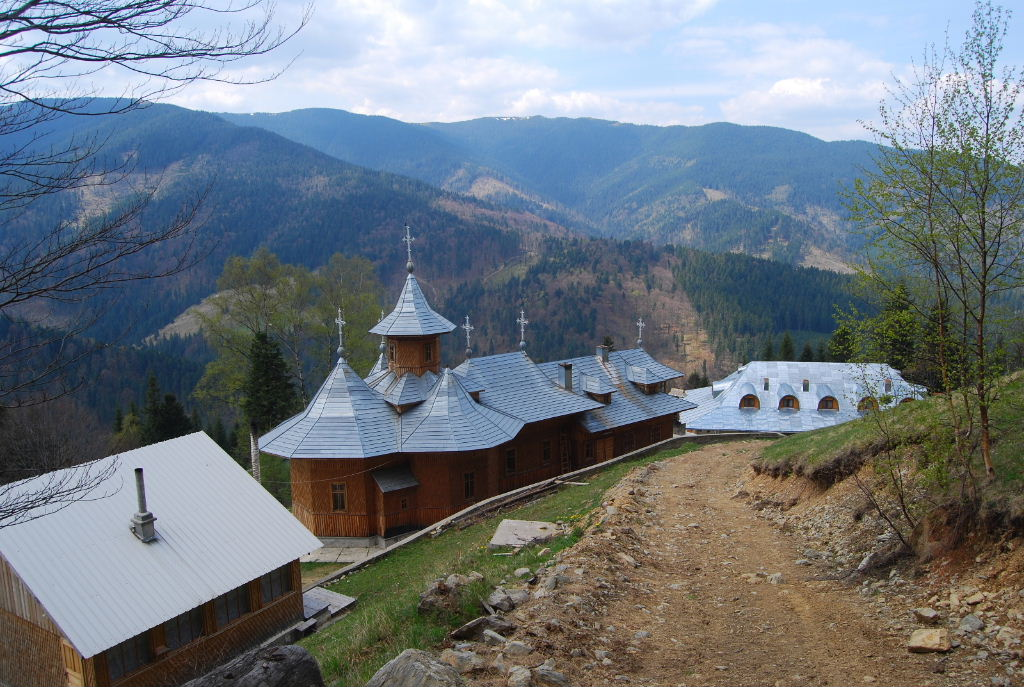
Vedere panoramică
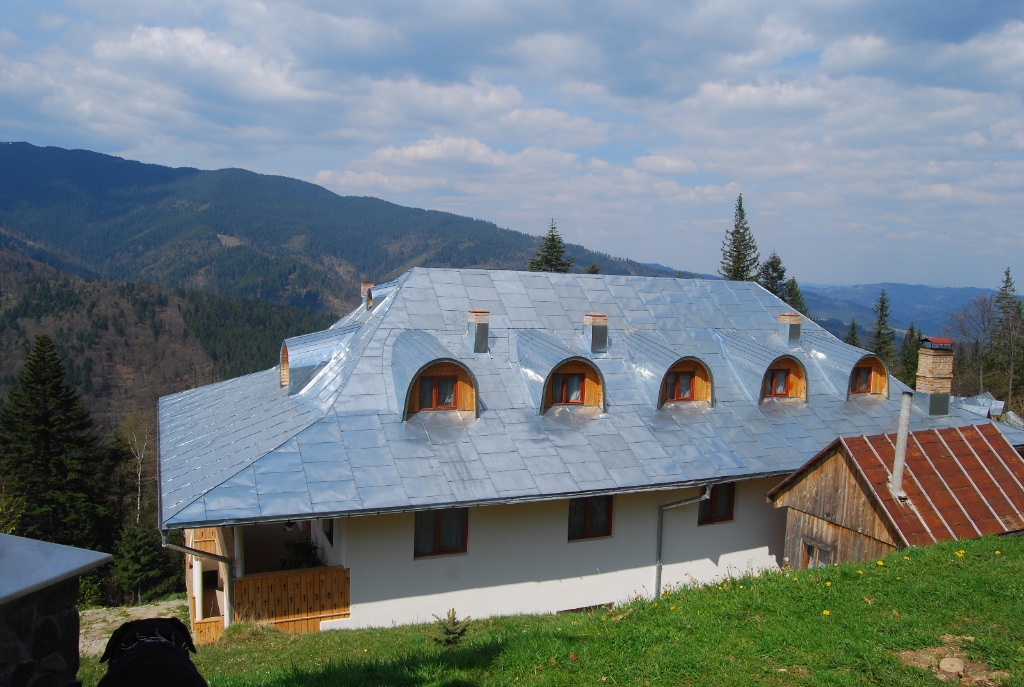
Chiliile
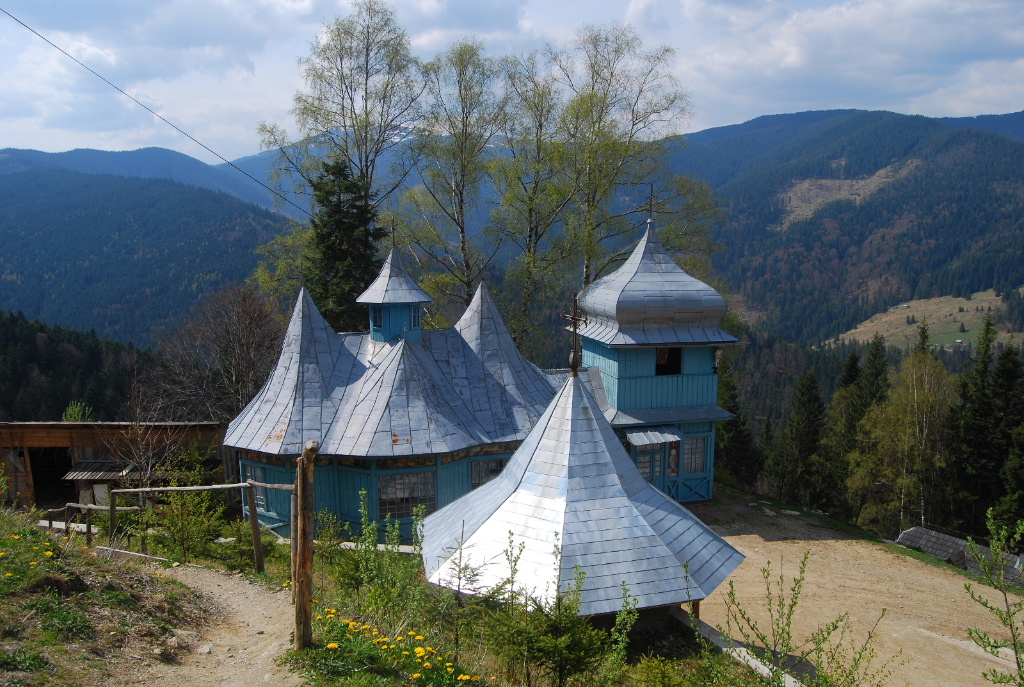
Biserica veche
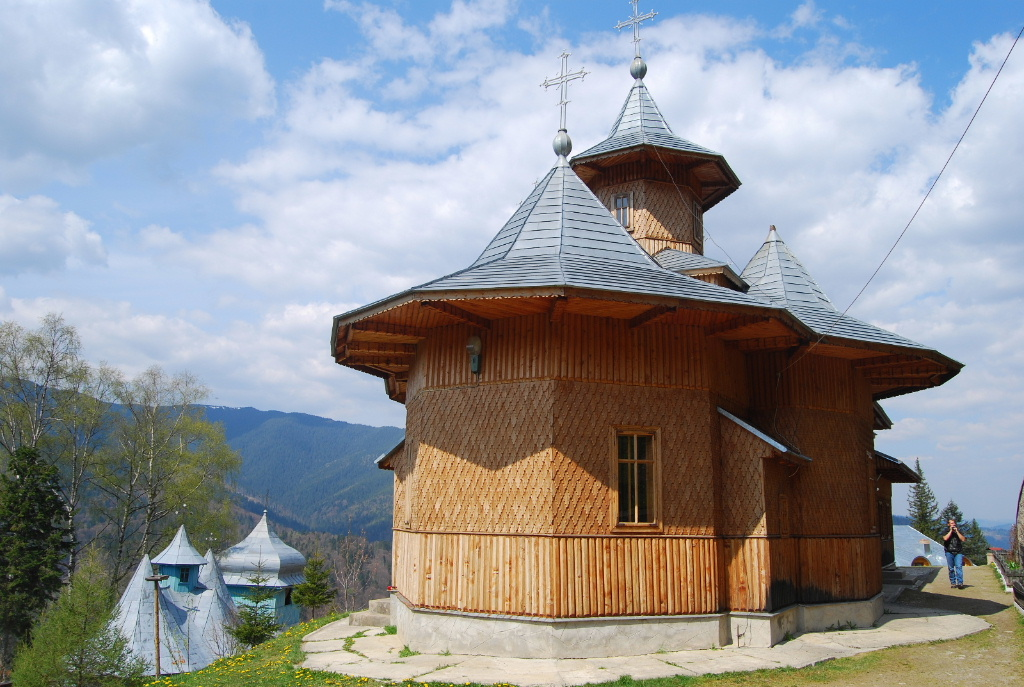
Biserica nouă
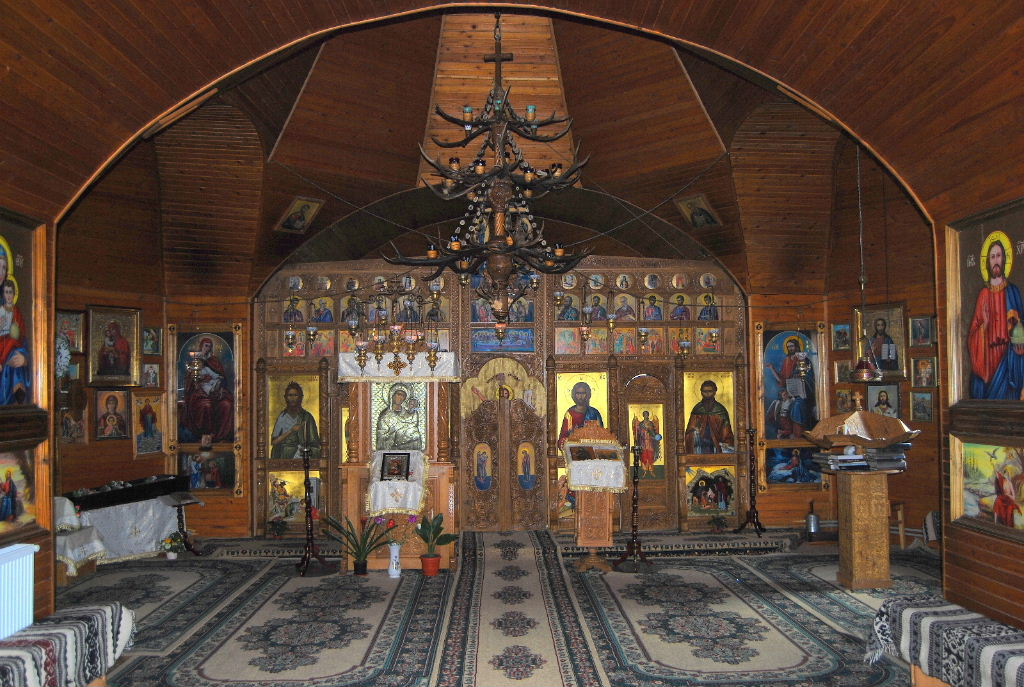
Interior Biserica nouă